# Castillo de Villamalefa
Castillo de Villamalefa – gmina w Hiszpanii, w prowincji Castellón, we wspólnocie autonomicznej Walencja, o powierzchni 37,74 km². W 2011 roku liczyła 112 mieszkańców.